# Raoul Marek
 (juillet 2024).
Si vous disposez d'ouvrages ou d'articles de référence ou si vous connaissez des sites web de qualité traitant du thème abordé ici, merci de compléter l'article en donnant les références utiles à sa vérifiabilité et en les liant à la section « Notes et références ».
Raoul Marek, né le 13 avril 1953 à Bathurst, est un artiste suisse qui vit et travaille à Paris, Berlin et Berne.

## Biographie
Raoul Marek grandit en Suisse où il étudie l’histoire de l’art à l’université de Zurich. 
Dès les années 1980, il réalise des installations au terme de Sitespecific art (art et context), des œuvres photographiques, de l'art public, des projets de réseaux sociaux et culturels et des dispositifs artistiques qui mettent les gens, des lieux et l'œuvre en relation. Il est considéré comme un représentant important de l’Art relationnel, mouvement artistique contemporain, apparu en France dans les années 1990, théorisé par Nicolas Bourriaud dans son Esthétique relationnelle. La sphère des relations interpersonnelles et les œuvres "spécifiques au site" constituent un des principaux enjeux artistiques des années '90 et `00. À cet égard Raoul Marek fait figure de précurseur.
En 1993, il réalise pour le château d'Oiron dans les Deux-Sèvres l’œuvre La Salle du Monde qui est double : une installation permanente et une sculpture sociale. 
L’œuvre inclut un service de table personnalisé fabriqué en collaboration avec la Cité de céramique, Sèvres.  Le 30 juin de chaque année le service de table est sorti et la communauté de hasard de 150 personnes d'Oiron (et ses hôtes) est conviée à diner au château. Ce dîner fait du monument un lieu de mémoire et de la vie des habitants. La communauté de hasard de La salle du monde d’Oiron a fondé en 1996 une association qui organise ce dîner annuel. 2022 sera l'année du 30e "La salle du monde Oiron". 
Raoul Marek a réalisé d'autres Salle du Monde toujours selon un dialogue in situ.  Depuis 2004 existe "La salle du monde de Berne" en Suisse. Au 3 septembre de chaque année une communauté de hasard de 150 personnes se retrouve à diner dans l'espace public de la ville de Berne. Après le 15ème dîner, "La salle du monde Berne" a été´fermée en 2019.
Les échanges entre les différentes Salle du Monde font la partie intégrante de ce projet de réseau.La Salle du Monde qui thématise les questions autour de la mondialisation et ses différentes cultures.
Un autre projet de réseau La Salle privée-le vase bleu  avec deux portraits de couples et personnalisés (exposé "une image peut cacher une autre" au Grand Palais 2009). Depuis 2010 Raoul Marek réalise le réseau Couleur : en 2010 École de Mallarmé  au Musée Stéphane-Mallarmé, à Vulaines-sur-Seine et en 2016 Der Klang du Paysage au Musée des Beaux Arts de Lausanne. 
1990, Raoul Marek a développé le concept d'enseignement le parfum des yeux _ The sound of eyes (la perception sensorielle en réseau et la création) lequel il enseigne en Allemagne, France, Suisse et en Chine. Depuis 2015 Raoul Marek travaille sur un projet au long cours : Les fleurs du Mall _ Social places

## Expositions (sélection)
- 2016 Der Klang du paysage, Musée des Beaux Arts Lausanne
- 2010 Galerieofmarseille, Marseille
- 2010 Musée Stéphane Mallarmé, Vulaines s.S.
- 2010 Palais Menchkov, Ermitage Saint-Pétersbourg
- 2009 Une image peut cacher une autre, Grand Palais, Paris
- 2008 six feet under, Kunstmuseum Bern/Dt.Hygiene Museum Dresden
- 2006 Kunstmuseum Bern
- 2005 Lieu unique Nantes
- 2003 Museum Kunst Palast Düsseldorf
- 2002 Musée Zadkine, Paris
- 2001 Centre des Arts et des Cultures de la Caraïbe Martinique
- 2000 Biennale d'art contemporain Lyon
- 1995 Kunsthalle Berne
- 1994 Neuer Aachener Kunstverein, Aix-la-Chapelle
- 1993 Salle du Monde Oiron
- 1991 Exposition Suisse de la sculpture, Bienne/Biel
- 1990 ars electronica, Linz
- 1988 Australien Centre for contemporary Art Melbourne
- 1987 Slalom - Salon am Burgplatz Düsseldorf
- 1987 documenta 8, ASA Kassel
- 1985 Städtisches Museum, Haus Waende Mönchengladbach
- 1983 Projet Bellevue, Berne

## Collection publique
- Musée des beaux-arts de Berne
- Collection d'art contemporain Château d'Oiron
- Collection SNB, Zurich
- Collection Schweizer Mobiliar, Berne

## Prix (sélection)
- 1990 Werkbeitrag Schweiz. Eidgenossenschaft
- 1993 Akademie Schloss Solitude Stuttgart
- 2002 Kunst-Preis der Stadt Berne